# El baño de la reina, Valsaín (obraz Joaquína Sorolli)
El baño de la reina, Valsaín – obraz hiszpańskiego malarza namalowany techniką olejną na płótnie o wymiarach 106 x 82,5 cm. Utworzony w 1907 w miejscu Valsaín w prowincji Segowia. Podczas lata 1907 malarz przeprowadził się wraz ze swoją rodziną do La Granja de San Ildefonso w związku z zadaniem sporządzenia portretu Alfonsa XIII w stroju husarskim (Retrato de Alfonso XIII con uniforme de húsares). Dzieło jest częścią kolekcji Muzeum Sorolla w Madrycie.
Obraz przedstawia pejzaż Valsaín, dokładniej el Vado de la Reina, gdzie też został namalowany. Ukazuje rząd drzew, których refleksy odbijają się w potoku. W 1908 obraz był wystawiany w Londynie, pod tytułem El Bao de la Reina (Granja), później wystawiany był na wystawie Hispanic Society of America w Nowym Jorku(1909) pod nazwą Bao de la Reina, następnie w Art Institute of Chicago i City Art Museum de San Luis jako Pinares de la Granja (1911).